# Солтілло (Пенсільванія)
Солтілло (англ. Saltillo) — місто (англ. borough) в США, в окрузі Гантінгдон штату Пенсільванія. Населення — 309 осіб (2020).

## Географія
Солтілло розташоване за координатами 40°12′42″ пн. ш. 78°0′22″ зх. д. / 40.21167° пн. ш. 78.00611° зх. д. (40.211757, -78.006234).  За даними Бюро перепису населення США в 2010 році місто мало площу 0,65 км², уся площа — суходіл.

## Демографія
Згідно з переписом 2010 року, у селищі мешкало 346 осіб у 129 домогосподарствах у складі 98 родин. Густота населення становила 530 осіб/км².  Було 143 помешкання (219/км²).
Расовий склад населення:
| - 98,6 % — білих - 0,6 % — корінних американців - 0,3 % — чорних або афроамериканців |

До двох чи більше рас належало 0,6 %. Частка іспаномовних становила 0,3 % від усіх жителів.
За віковим діапазоном населення розподілялося таким чином: 25,7 % — особи молодші 18 років, 62,2 % — особи у віці 18—64 років, 12,1 % — особи у віці 65 років та старші. Медіана віку мешканця становила 37,9 року. На 100 осіб жіночої статі у селищі припадало 93,3 чоловіків;  на 100 жінок у віці від 18 років та старших — 90,4 чоловіків також старших 18 років.
Середній дохід на одне домашнє господарство  становив 55 638 доларів США (медіана — 55 156), а середній дохід на одну сім'ю — 65 836 доларів (медіана — 72 500). Медіана доходів становила 47 045 доларів для чоловіків та 35 938 доларів для жінок. За межею бідності перебувало 13,8 % осіб, у тому числі 28,0 % дітей у віці до 18 років та 0,0 % осіб у віці 65 років та старших.
Цивільне працевлаштоване населення становило 144 особи. Основні галузі зайнятості: освіта, охорона здоров'я та соціальна допомога — 36,8 %, виробництво — 16,7 %, будівництво — 14,6 %.